# Barbara Boxer
Barbara Levy Boxer (født 11. november 1940) er en amerikansk politiker fra Demokraterne. Hun var indtil januar 2017 juniorsenator for delstaten Californien.
Barbara blev første gang valgt til Senatet i 1992 og havde posten indtil starten af 2017. Hun meddelte i januar 2015, at hun ikke søger genvalg i 2016.